# Parque nacional de Mae Takhrai
El Parque nacional de Mae Takhrai es un área protegida del norte de Tailandia, en la provincia de Chiang Mai. Se extiende por una superficie de 1.229,80 kilómetros cuadrados. 
Es el lugar en el que nacen los principales afluentes del Mae Nam Ping y ofrece un número de escenas interesantes como cascadas, acantilados y manantiales. Es una montaña de caliza, con una altitud que va de 400 a 2.031 m s. n. m. La mayor parte de los árboles son caducifolios.